# Šlapací kolo

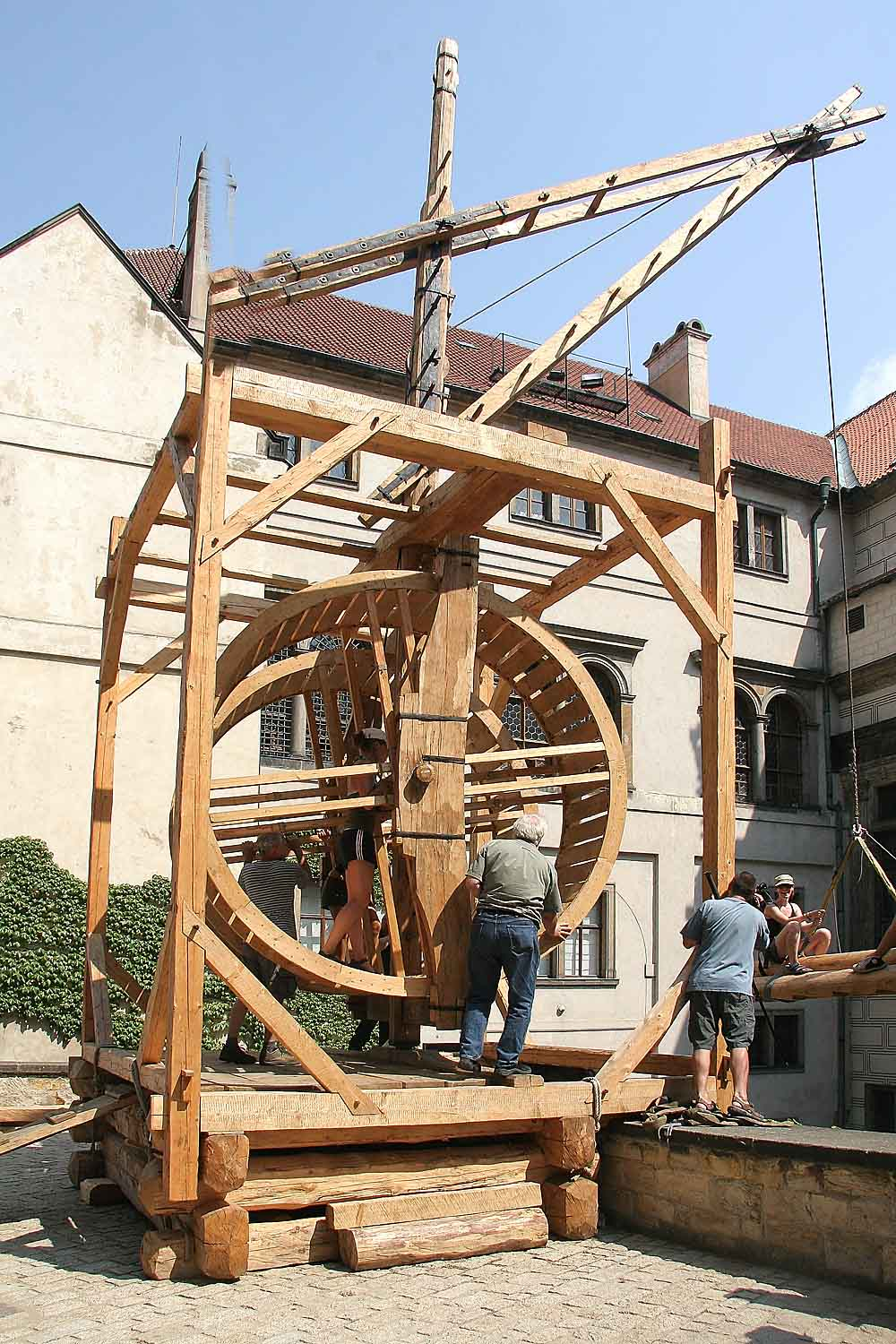
Replika dřevěného jeřábu ze 14. století poháněného šlapacím kolem vystavená na Pražském hradě

Šlapací kolo je motor poháněný zpravidla lidskou silou. V minulosti se šlapací kola užívala pro vytahování vody ze studní, jako pohon jeřábů nebo ke mletí obilí.
Šlapacích kol se užívalo již od dob starých Řeků a Římanů například pro odvodňování. Za renesance byla často součástí jeřábů na stavbách. V raně viktoriánské Británii se šlapací kola používala jako forma nucených prací pro trestance.